# Triciklični antidepresiv
Triciklični antidepresivi (TCA) su triciklična hemijska jedinjenja koja se prvenstveno koriste kao antidepresivi. TCA jedinjenja su otkrivena tokom ranih 1950-tih i naknadno su uvedena u upotrebu tokom te dekade. Njihovo ime odražava njihovu strukturu, koja se sastoji od tri prstena. Tetraciklični antidepresivi (TeCA), koji sadrže četiri prstena, su blisko srodna grupa antidepresiva.
U današnje vreme su TCA jedinjenja u znatnoj meri zamenjena u kliničkoj praksi u najvećem delu sveta novijim antidepresivima kao što su selektivni inhibitori serotoninskog preuzimanja (SSRI) i inhibitori serotonin-norepinefrinskog preuzimanja (SNRI), koji tipično imaju povoljniji profil nuspojava.

## Spoljašnje veze
- Tricyclic+Antidepressive+Agents на 